# Jo Chol-Ho
Jo Chol-Ho (4 de octubre de 1991) es un deportista surcoreano que compitió en taekwondo.
Ganó medalla de oro en el Campeonato Mundial de Taekwondo de 2011, y una medalla de plata en el Campeonato Asiático de Taekwondo de 2014. En los Juegos Asiáticos de 2014 consiguió una medalla de oro.

## Palmarés internacional
| Campeonato Mundial  | Campeonato Mundial       | Campeonato Mundial | Campeonato Mundial |
| Año                 | Lugar                    | Medalla            | Categoría          |
| ------------------- | ------------------------ | ------------------ | ------------------ |
| 2011                | Gyeongju (Corea del Sur) | Medalla de oro     | +87 kg             |
| Juegos Asiáticos    |                          |                    |                    |
| Año                 | Lugar                    | Medalla            | Categoría          |
| 2014                | Incheon (Corea del Sur)  | Medalla de oro     | +87 kg             |
| Campeonato Asiático |                          |                    |                    |
| Año                 | Lugar                    | Medalla            | Categoría          |
| 2014                | Taskent (Uzbekistán)     | Medalla de plata   | +87 kg             |